# Ninh Văn Bảo
Ninh Văn Bảo (1945 – 23 tháng 9 năm 2002) là một huấn luyện viên bóng đá người Việt Nam. Ông là một trong những huấn luyên viên xuất sắc của Việt Nam trong thập niên 90. Ông từng dẫn dắt các đội bóng Nam Định, Thừa Thiên Huế giành ngôi á quân quốc gia và là huấn luyện viên xuất sắc nhất giải vô địch quốc gia Việt Nam mùa bóng 2000–01.
Ông qua đời vào ngày 23 tháng 9 năm 2002 sau một tai nạn giao thông.

## Sự nghiệp
Thời còn thi đấu, Ninh Văn Bảo là một tiền vệ xuất sắc của đội Thanh niên Nam Hà và Dệt Nam Định, từng vô địch giải A1 toàn quốc trong màu áo Công nghiệp Hà Nam Ninh năm 1985.
Năm 1988, sau khi tốt nghiệp lớp chuyên tu HLV khoá 3 Đại học Thể dục Thể thao Từ Sơn (Bắc Ninh), ông trở về dẫn dắt đội bóng cũ Dệt Nam Định. Năm 1993, đội Dệt Nam Định giải tán, ông chuyển đến huấn luyện đội Long An và cùng đội bóng này giành hạng ba chung cuộc tại giải các đội mạnh toàn quốc.
Năm 1995, huấn luyện viên Ninh Văn Bảo đã gây ngạc nhiên cho giới chuyên môn khi đưa đội bóng vừa thăng hạng Thừa Thiên Huế tiến đến trận chung kết giải các đội mạnh toàn quốc và chỉ chịu dừng lại trước Công an Thành phố Hồ Chí Minh. Tuy nhiên, ngay ở mùa bóng kế tiếp, ông đã phải nói lời chia tay với đội bóng Cố đô sau khi Thừa Thiên Huế xuống hạng. 
Năm 1997, ông trở lại Nam Định nắm quyền cho đội bóng quê hương và giúp Nam Định trụ hạng trong hai mùa giải liên tiếp. Mùa giải 2000–01, với việc dẫn dắt câu lạc bộ Nam Định giành ngôi á quân giải vô địch quốc gia, Ninh Văn Bảo được bình chọn là huấn luyện viên xuất sắc nhất mùa. Ông cũng có những vai trò đáng kể đối với thành tích của đội bóng khi dẫn dắt đội trở thành một trong những đối thủ cạnh tranh cho chức vô địch hai mùa giải chuyên nghiệp đầu tiên của V-League.

## Thành tích huấn luyện viên
Thừa Thiên Huế
- Á quân (1): 1995

Nam Định
- Á quân (1): 2000–01